# Idionella anomala
Idionella anomala là một loài nhện trong họ Linyphiidae.
Loài này thuộc chi Idionella. Idionella anomala được Willis J. Gertsch & Wilton Ivie miêu tả năm 1936.